# Cycadeoidea
La cicadeoidea (gen. Cycadeoidea) è una pianta estinta appartenente alle bennettitali. Visse tra il Giurassico e il Cretaceo superiore, e i suoi resti fossili sono stati ritrovati in gran parte del mondo.

## Descrizione
L'aspetto di questa pianta era piuttosto insolito: possedeva un tronco corto e tozzo, di forma vagamente ovoidale e alto poche decine di centimetri, dal quale spuntavano infiorescenze. La cicadeoidea, inoltre, possedeva strobili (ovvero i coni riproduttivi delle piante) bisporangiati. Dalla sommità del tronco spuntavano numerose foglie del tipo Zamites, di grandi dimensioni e simili a quelle dell'attuale Cycas. In totale, le piante di cicadeoidea raggiungevano i due metri d'altezza.

## Classificazione
La cicadeoidea appartiene a un gruppo di piante note come bennettitali, molto diffuse nel corso del Mesozoico e strettamente imparentate con le gimnosperme e le cicadali malgrado le infiorescenze simili a quelle delle angiosperme. In particolare, la cicadeoidea appartiene alla famiglia delle cicadeoidali, caratterizzate da un fusto corto. Altre bennettitali, come Williamsonia, erano dotate di un tronco più slanciato. Cycadeoidea è nota grazie a numerosi fossili di tronco, foglie e infiorescenze ritrovati in quasi tutto il mondo, e doveva essere una delle piante più diffuse della sua epoca. Sono note numerose specie, tra cui Cycadeoidea marylandica, C. dacotensis, C. gibsoniana, C. microphylla, C. endoana, C. ingens, C. formosa e C. maccafferyi. La specie C. gigantea, che poteva raggiungere i due metri e mezzo d'altezza, è attualmente ascritta al genere Monanthesia.

## Habitat
Molto diffusa, la cicadeoidea cresceva in abbondanza nelle zone calde e umide, occupando una varietà di ambienti diversi, dalle zone pianeggianti e aperte alle foreste ricche di vegetazione.